# HD 139357
HD 139357，又名BD+54 1756，SAO 29583、HR 5811，是一颗恒星，视星等为5.97，位于銀經86.16，銀緯49.85，其B1900.0坐标为赤經15h 32m 37.3s，赤緯+54° 49.85′ 12″。